# Новотроїцьке (Самарівський район)
Новотро́їцьке — село в Україні, в Піщанській сільській громаді Самарівського району Дніпропетровської області. Населення за переписом 2001 року становить 617 осіб.

## Населення

### Мова
Розподіл населення за рідною мовою за даними перепису 2001 року:
| Мова       | Кількість | Відсоток |
| ---------- | --------- | -------- |
| українська | 542       | 87.85%   |
| російська  | 71        | 11.51%   |
| вірменська | 2         | 0.32%    |
| білоруська | 1         | 0.16%    |
| румунська  | 1         | 0.16%    |
| Усього     | 617       | 100%     |

## Географія
Село Новотроїцьке знаходиться на березі озера Солоний Лиман за 6 км від лівого берега річки Самара, за 3 км від села Знаменівка. До села примикає лісовий масив (сосна).

## Економіка
- Турбаза «Орлятко».
- Курорт «Солоний Лиман» (родовище лікувальних грязей і мінеральних вод).
- Завод «Мінводи».

## Об'єкти соціальної сфери

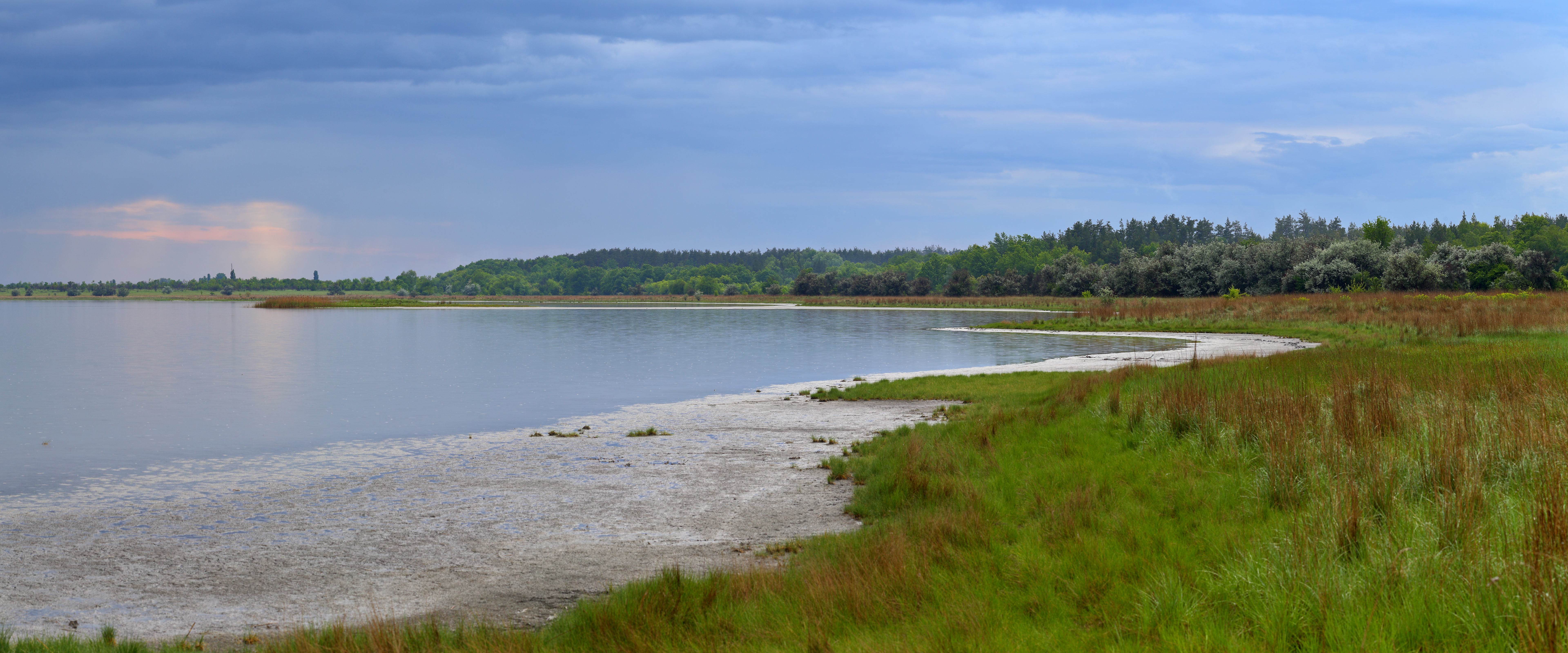
Солоний лиман

- Школа.
- Фельдшерсько-акушерський пункт.

## Пам'ятки
Біля села розташоване озеро і ландшафтний заказник «Солоний Лиман».